# Хрещена мати (коктейль)
Хреще́на мати (англ. Godmother) — алкогольний коктейль, що складається з горілки та лікеру Амарето. Класифікується як дигестив (десертний). Належить до офіційних напоїв Міжнародної асоціації барменів, категорія «Сучасна класика» (англ. Contemporary classics).

## Історія
Як це часто буває, точне походження цього коктейлю невідоме. Він став відомий незадовго до виходу однойменного фільму. Назва коктейлю «Хрещена мати» співзвучна з назвою коктейлю «Хрещений батько». Дійсно, їх об'єднує один загальний інгредієнт — мигдалевий лікер, який у варіанті «Хрещений батько» змішують з віскі, а не з горілкою, як у варіанті «Хрещена мати».